# Radevo, Sliven
Radevo (în bulgară Радево) este un sat în comuna Nova Zagora, regiunea Sliven,  Bulgaria. 

## Demografie
Componența etnică a satului Radevo
     Nicio identificare (13,3%)
     Bulgari (86,69%)
     Altele (0%)
La recensământul din 2011, populația satului Radevo era de 218 locuitori. Din punct de vedere etnic, majoritatea locuitorilor (86,69%) erau bulgari. Pentru 13,3% din locuitori nu este cunoscută apartenența etnică.